# Baliga montana
Baliga montana är en insektsart som först beskrevs av Navás 1930.  Baliga montana ingår i släktet Baliga och familjen myrlejonsländor. Inga underarter finns listade i Catalogue of Life.